# Zofia Stryjeńska
Zofia Stryjeńska (n. 13 mai 1891, Cracovia, Austro-Ungaria – d. 28 februarie 1976, Geneva, Geneva, Elveția) a fost o pictoriță, designer grafic, ilustratoare și scenografă poloneză, reprezentantă a Art Déco. Împreună cu Olga Boznańska și Tamara de Lempicka, a fost una dintre cele mai cunoscute artiste poloneze din perioada interbelică. În anii 1930 a fost nominalizată la prestigiosul Laur de Aur al Academiei Poloneze de Literatură, dar a refuzat premiul.

## Biografie
Stryjenska a fost cea mai mare dintre cei șase copii ai lui Franciszek Lubański. Ca și copil, deseori desena și picta. A studiat prima dată la o școală de meserii, apoi a urmat un seminar de pedagogie, iar până în 1909, a urmat școala de arte privată a lui Leonard Stroynowski. În 1909 a început să studieze pictura la școala de arte plastice, pentru femei, Maria Niedzielska. A absolvit în 1911, cu diplomă de onoare pentru pictură și arte aplicate. În 1910 s-a alăturat tatălui ei într-o călătorie în Italia prin Austria-Ungaria, timp în care a vizitat galerii și muzee din Viena și Veneția. În tinerețe a lucrat pentru reviste precum Role și Voice of the People.
Pe data de 1 octombrie 1911 a fost admisă la Academia de Arte Frumoase din München; doar 40 dintre cei aproximativ 200 de solicitanți au fost acceptați. Ea a folosit numele fratelui ei, Tadeusz Grzymala Lubański și s-a îmbrăcat ca un băiat, deoarece la acea vreme academia nu accepta femei. După un an, colegii ei au început să devină suspicioși. S-a întors în Cracovia, unde a lucrat în pictură și literatură. Primul său succes artistic a venit în 1912, când Societatea Prietenilor Artelor Plastice din Cracovia a inclus 18 dintre ilustrațiile sale dedicate fabulelor poloneze, realizate în acuarelă, în expoziția sa.
În mai 1913 Jerzy Warchałowski, critic de artă al revistei poloneze Time, a discutat pe larg cu Sophia Lubański, făcând-o cunoscută și lansând-o în cariera ei. În acea perioadă, familia s-a mutat în boema Cracovie, unde a întâlnit-o pe Zelenski, Zdzisław Jachimecki, Puszetów și Wojciech Kossak. A devenit prietenă cu Magdalena Samozwaniec și cu sora ei Maria Pawlikowska-Jasnorzewska.

### Perioada interbelică

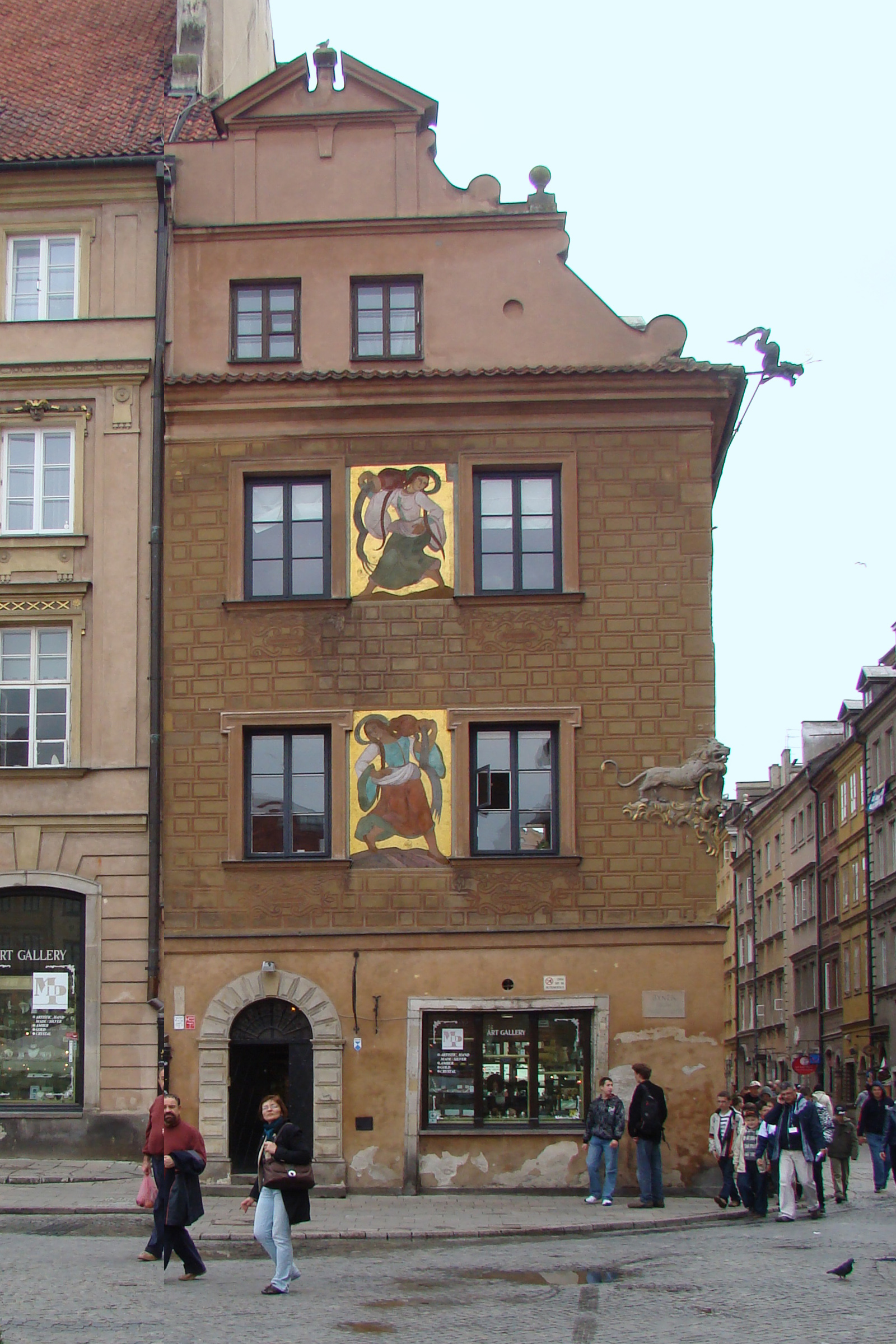
O casă istorică din piața veche a orașului Varșovia, cu fresce pictate de Stryjeńska

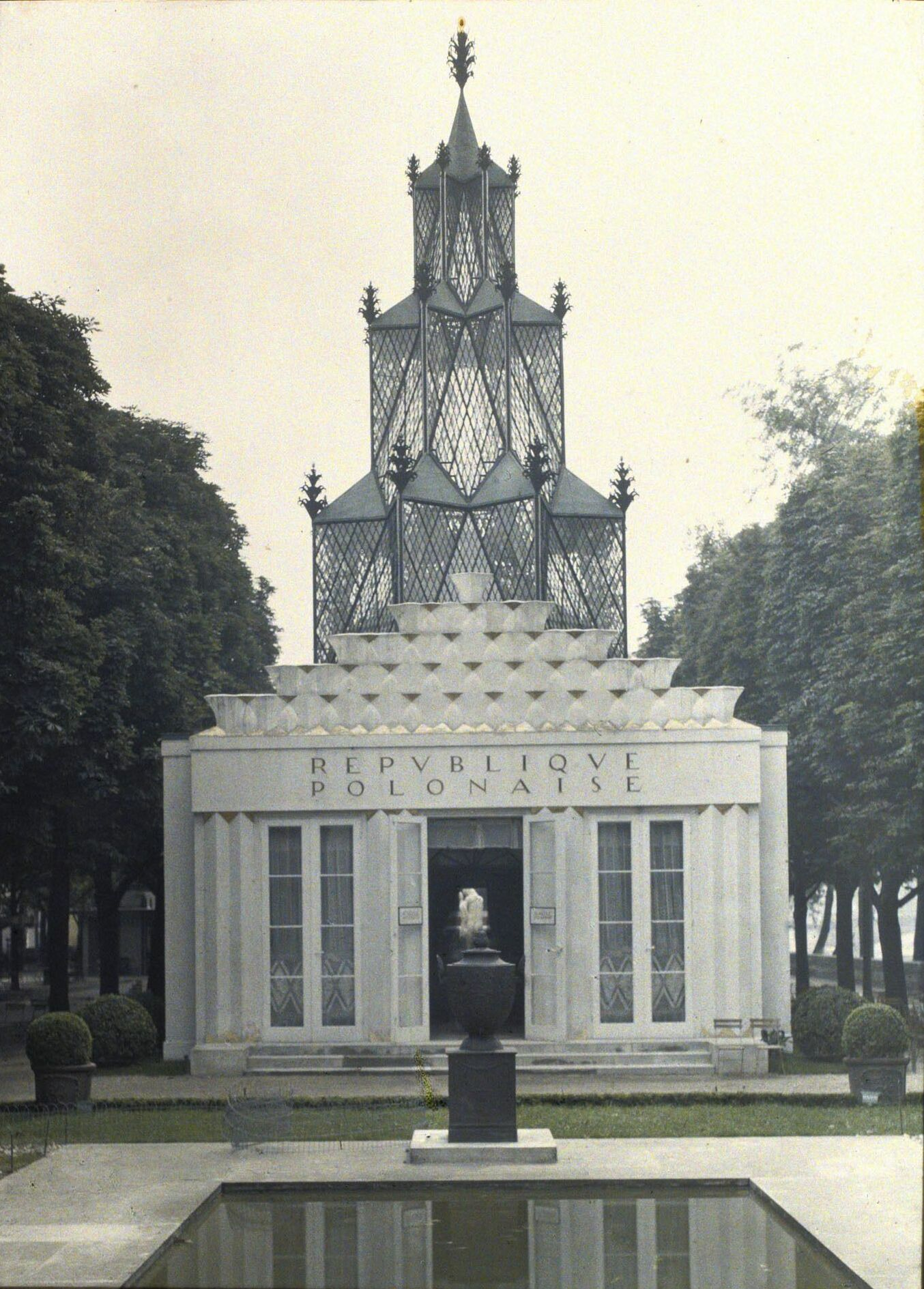
Pavilionul Poloniei din Paris din 1925 a fost decorat de Zofia Stryjeńska.

Pe 4 noiembrie 1916 Zofia s-a căsătorit cu Karol Stryjeński, arhitectul stilului Zakopane. Au avut trei copii: fiica Magda și gemenii Jacek și Jan. Stryjeński și-a prezentat soția prietenilor, artiștilor și reprezentanților literaturii mondiale. Ea a cunoscut, printre alții, pe Wladyslaw Skoczylas, Henryk Kune, Stefan Żeromski, Władysław Reymont, Stanisław Ignacy Witkiewicz și mai târziu pe câțiva poeți ai grupului Skamander.
Între 1921 și 1927 a locuit în Zakopane, unde soțul ei a lucrat ca director al școlii pentru industria lemnului. Această perioadă, a început cu fericire și cu o creație abundentă. Totuși, de-a lungul anilor, ea a devenit din ce în ce mai înstrăinată de Karol, ceea ce a condus, în cele din urmă, la un conflict deschis și la divorț în 1927. Karol a murit în 1932.
După divorț s-a mutat la Varșovia, unde în 1929 s-a căsătorit cu actorul Artur Klemens Socha. Căsătoria s-a încheiat la scurt timp, deoarece ea a descoperit că suferă de sifilis. Până la sfârșitul anilor 1930, a trăit, de asemenea, pentru o perioadă scurtă de timp, cu arhitectul Achilles Brez și apoi cu călătorul și scriitorul Arkady Fiedler.
În prima jumătate a anilor 1930 a fost o artistă uitată. Stryjeńska nu a vrut să caute recunoaștere. Avea cu disperare nevoie de bani, deoarece vânduse doar câteva tablouri. Numai în 1938 a primit mai multe comenzi de la Ministerul Polonez al Afacerilor Externe, inclusiv una pentru un chilim pentru Împăratul Japoniei Hirohito. A luat parte la decorarea interioară a navelor poloneze de pasageri Batory și Pilsudski și la decorarea interioară a cafenelei Wedel. Oamenii au început să-i cumpere din nou picturile pe teme slavice și istorice.
A petrecut al doilea război mondial în Cracovia. În 1943 a aflat că suferă de sifilis, care îi afecta ochii, astfel încât uneori nu putea să picteze. La începutul anului 1945 rușii au intrat în oraș, instituind un regim comunist. Stryjeńska a decis să părăsească Polonia. S-a alăturat copiilor ei la Geneva. După mulți ani la Paris, s-a stabilit la Geneva, unde locuiau fiica și fiii ei. A încercat să emigreze în SUA, cautând ajutor din partea Fundației Kosciuszko. Cu toate acestea, consiliul Fundației a respins-o. A continuat să trăiască foarte modest la Geneva, ajutată de copii ei. A rămas legată emoțional de Polonia și de cultura poloneză, Elveția fiind o țară străină pentru ea. A murit în 1976 la Geneva și a fost îngropată în cimitirul local Chêne-Bourg.

## Viața artistică
Stryjeńska a făcut parte din grupul de artă Rytm (ritm). Se poate să fi fost influențată și de Tânăra Polonie (Młoda Polska), o mișcare artistică diversă, stilistică, între anii 1890 și 1918. A folosit în principal tehnica tempera, producând litografii, desene, postere, realizând jucăriilor, tapițerie, seturi de scenă, costume de scenă și ilustrații de carte.
Printre lucrările cele mai cunoscute se numără: Slavic Idols cycle și Passover, precum și ilustrațiile poeziei Monahomachii de către episcopul Krasicki, Anotimpuri, Colinde, Patru dansuri poloneze și Sacramente .
Ea a participat la decorarea pavilionului polonez la Expoziția Internațională de Arte Moderne Decorative și Industriale din Paris, în 1925, printr-o serie de șase tablouri pentru cele douăsprezece luni, care reprezentau viața rurală și schimbarea sezonieră. Aceste lucrări i-au adus faimă la nivel european și cinci premii World Trade. A realizat o serie de picturi care ilustrează artiști de dans popular din Polonia în 1927.
În multe lucrări, ea descrie zeii slavi precreștini venerați în Polonia. Cu toate acestea, artista însăși s-a considerat întotdeauna creștină. Ea a fost crescută catolic, dar s-a convertit pentru o scurtă perioadă la Biserica Evanghelică pentru a divorța și a se recăsători. Fascinația ei pentru credințele antice slave ar trebui privită doar ca un interes artistic.

## Literatură
Stryjeńska a vrut să le ofere copiilor ei o educație bună. Astfel a scris un manual de norme, din perioada ei, folosind pseudonimul Profesor Hilar. Memoriul ei, „Pâinea aproape în fiecare zi”, a fost publicat în 1995. Scrierile ei se caracterizează printr-un limbaj liber și un vocabular bogat.

## Recunoaștere
Mieczyslaw Grydzewski a poreclit-o „înălțimea ei regală, prințesa artei poloneze” în „Știrile literare”. În 1930, guvernul i-a acordat cel mai înalt premiu, Polonia Restituta. În 1936 Academia Poloneză de Literatură i-a acordat Coroana Academică de Aur pentru contribuția ei în general, la arta poloneză. După cel de-al doilea război mondial, ea a refuzat să se alăture Uniunii Comuniste a Scriitorilor Polonezi. Prin urmare, politica oficială era să o ignore ca artist și să o numească în mod sistematic nesemnificativă. Cu toate acestea, guvernul a reprodus pe scară largă arta ei fără a-i răsplăti drepturile de autor. Ea nu s-a plâns de venitul pierdut, dar a deplâns calitatea scăzută a reproducerilor. În 1974, Fundația Alfred Jurzykowski din SUA i-a oferit un premiu. Doar în 1989 s-a restabilit în Polonia și a fost recunoscută din nou, ca o mare artistă poloneză. În 1991, Maria Gronska a prezentat lucrările ei într-o monografie. În 2008 Muzeul Național din Cracovia a organizat o mare expoziție retrospectivă a operei lui Stryjeńska. În 2009 expoziția a fost găzduită și de Muzeul Național din Poznan și Muzeul Național din Varșovia. Expoziția a fost însoțită de un catalog bogat ilustrat și de o bibliografie, editată de Svyatoslav Lenartowicz, curator al expoziției. În 2011 Stryjeńska a fost imaginea monedei poloneze comemorative de 2 zloți.
La expoziția creată cu ocazia împlinirii a 100 de ani de la recâștigarea Independenței Poloniei și a Anului Drepturilor Femeii, precum și a Marii Uniri a României, Institutul Polonez din București a publicat povestea a 34 de femei remarcabile din cele două țări si o serie de filme de animație despre aceste poloneze și românce.